# Spina

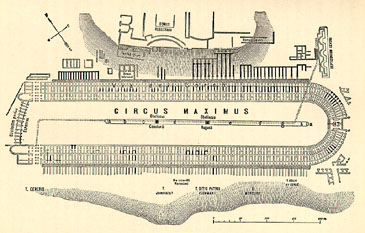
Grondplan van het Circus Maximus, in het midden van de renbaan ligt de Spina

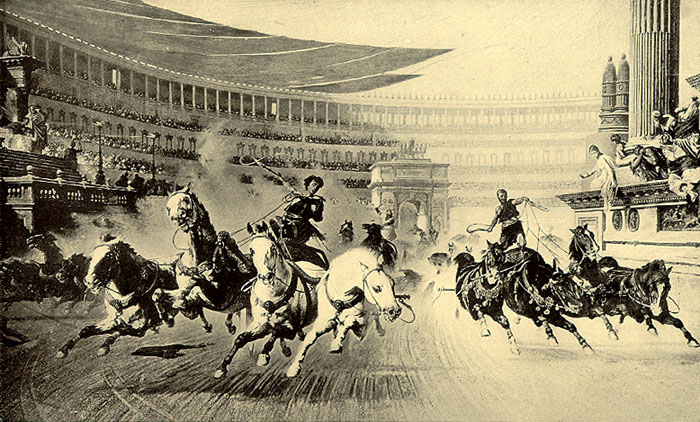
Menners sturen hun paarden om de spina

De spina is de verhoogde afscheiding in het midden van de renbaan in een Romeins circus, waar de wagenmenners in de oudheid met hun twee-, vier- en zesspannen omheen moesten rijden. Een normale wedstrijd bestond uit zeven ronden om de spina.

## De spina
Het Latijnse woord spina betekent letterlijk vertaald ruggengraat. De naam komt dan ook van de gelijkenis in de positie van de spina in het circus, met die van de ruggengraat in het menselijk skelet.
In eerste instantie was de spina slechts een aarden ophoping, maar in de loop der eeuwen evolueerde ze in een langwerpig stenen bouwwerk, dat rijkelijk versierd werd met onder andere:
- De metae, de eindpalen op beide hoeken van de spina, waar de menners hun paarden zo kort mogelijk om heen moesten sturen.
- De ova, zeven bronzen eieren die aan een uiteinde van de spina stonden opgesteld om de rondes af te tellen. Bij iedere doorkomst werd een ei van de stapel verwijderd.
- De delphinae, zeven bronzen dolfijnenbeeldjes die aan het andere uiteinde van de spina werden opgehangen, eveneens om de ronden af te tellen. De dolfijnen werden gevuld met water opgehangen boven een marmeren bak en bij iedere doorkomst werd een dolfijn omgedraaid zodat het water in de bak viel.
- Tempeltjes en altaren ter ere van diverse goden.
- Een obelisk. Deze stond meestal centraal op de spina. Het Circus Maximus in Rome had vanaf de vierde eeuw zelfs twee obelisken.
- Overige versieringen zoals erezuilen en standbeelden. In het Circus Maximus stond zelfs een bronzen palmboom.

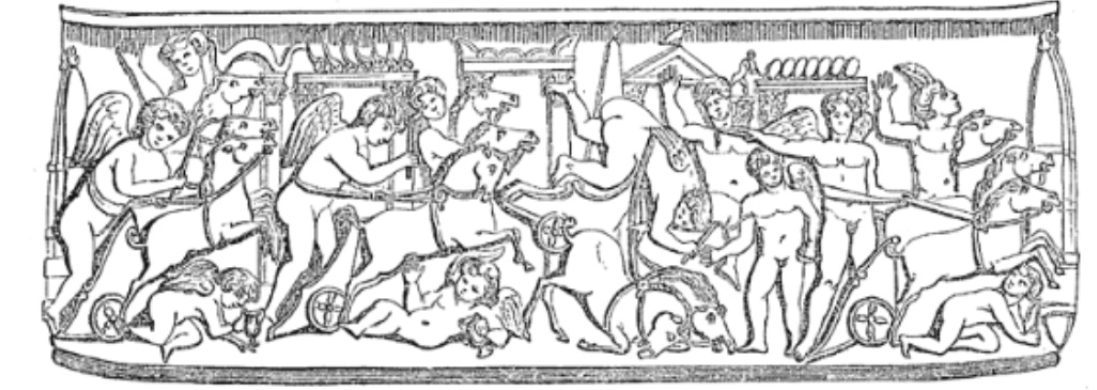
Tekening van een spina in een Romeins circus, kopie van een Romeinse fries

## Trivia
- In een Romeins circus werden ook executies uitgevoerd. Volgens overlevering is de apostel Petrus ondersteboven gekruisigd op de spina van het Circus van Nero in Rome.
- Er is geen enkele spina in oorspronkelijke staat overgebleven. Met de circussen zelf werden de tempeltjes en andere bouwwerken allemaal afgebroken. De obelisken daarentegen werden na de middeleeuwen weer herbruikt, met name in Rome werden ze na restauratie herplaatst op pleinen. Zo staat de obelisk van het Circus van Nero tegenwoordig op het Sint-Pietersplein en die van het Circus Maximus op de Piazza del Popolo en het plein bij de basiliek Sint-Jan van Lateranen.

## Verder lezen
- A. Rich, art. Circus, in W. Smith (ed.), Dictionary of Greek and Roman Antiquities, Boston, 1870, pp. 283-288. (in het bijzonder p. 284)